# 洪松蔭
洪松蔭（英語：Hung Chung Yam；1963年12月19日—），人稱「阿松」、「豹哥」，香港前首席單車運動員，現任友邦保險區域總監、前香港精英運動員協會主席 (1996-2007年)、香港單車聯會副秘書長。

## 背景
洪松蔭為一名基督教徒，出身於貧困家庭，3歲時父親拋棄妻兒出走，一家8兄弟姊妹由任職小販的母親獨力撫育（洪松蔭排行第8）。他早年在九龍牛頭角復華村長大，1976年畢業於庇護十二學校，繼而被派往入讀銅鑼灣崇蘭中學，但學術成績並不突出。1977年在同學介紹和指導下，他接觸單車比賽，並組織單車隊，翌年隊友在比賽時發生交通意外不幸喪生。由於操行問題，加上過於投入單車運動以致荒廢學業，其時正就讀中二年級的洪松蔭於1978年被校方開除學籍，自此投身社會，且以成為單車運動員作為目標。為了養活自己，他當時曾於7年內從事50份工作，包括清潔工人、速遞員、酒樓侍應、五金廠裝嵌技工、雜工等。

## 運動員生涯
其後洪松蔭經營五金廠的兄長組織「雅迅單車隊」，他於是加入其中。而自己亦成立雞寮友隊，積極參與單車聯會舉辦的比賽。1980年2月參加維多利亞公園舉行的全港單車新秀賽初嘗勝果，獲得冠軍、再連續兩場獲得冠軍，車會晉升甲級組別作賽。1981年8月首次代表香港參與香港國際單車邀請賽，並在西德舉行的歐洲青年單車錦標賽獲得最佳海外車手獎。自此多次轉投職業單車隊及代表香港出賽，先後出席兩屆奧運會、三屆亞運會、兩屆英聯邦運動會、五屆世界單車錦標賽、四屆亞洲單車錦標賽及多項國際賽事，更在1988年漢城奧運會個人公路賽獲得第12名佳績，兩屆100公里亞洲單車錦標賽隊際賽奪得銅牌，1986年至1988年獲選為香港傑出運動員。1989年11月代表香港參加環沖繩島單車賽後，因保險事業晉升而退出體育界。
1993年12月，洪松蔭以30歲之齡復出，先後代表香港參與國際賽事。1997年10月代表香港出戰中華人民共和國第八屆全國運動會後，正式告別運動員生涯。

## 事業發展
身為業餘運動員，經常海外比賽使洪松蔭一直沒有固定職業。1986年7月，任職速遞公司電單車速遞員期間，不幸遇上交通意外，昏迷5小時及住院1星期。其後因為在獲得保險賠償後明白到有保險保障的好處而於1986年萌生加入美國友邦保險任職保險從業員的念頭。由於保險業的工作時間比較彈性，洪松蔭得以業餘維持單車運動。在保險事業屢創佳績，先後連續多年獲得國際認可百萬圓桌MDRT會員，1990年成為AIA十大傑出營業員第7名和打破254張個人人壽保單的香港區記錄，得以先後晉升為營業主任、分區經理。
洪松蔭退出體壇後，專注保險事業。2002年晉升為區域總監，成立CYC區。
家族成員：
洪松勲： 洪松蔭的堂兄，是香港教育大學高級講師

## 比賽成績（部分）
- 香港國際單車邀請賽（1981年）
  - 個人公路賽第5名
  - 隊際 冠軍
- 西德歐洲青年單車錦標賽（1981年）
  - 最佳海外車手獎
- 北京、山西、昆明邀請賽（1981年）
  - 隊際 第4名
  - 場地 第4名
  - 個人公路賽 第3名
- 萬寶路單車精英大賽
  - 總冠軍（1982年—1987年；1989年）
- 100公里隊際計時賽
  - 第8名（1982年；1983年）
  - 銅牌（1985年；1987年）
- 澳洲多日賽（1982—1983年度）
  - 布里斯班至雪梨分站 第3名
  - 個人總名次 第20名
- 環泰國多日賽（1985年）
  - 總名次 第三名
- 台北邀請兩日賽（1997年）
  - 冠軍

## 感情生活及軼事
洪松蔭於1991年與拍拖7年的女友結婚，兩人育有一子一女。
黃金寶曾公開表示視洪松蔭為偶像，兩人曾於1997年10月共同代表香港出戰中華人民共和國第八屆全國運動會。
2006年，洪松蔭首次報考香港中學會考，之前曾在2004年至2006年就讀銅鑼灣道皇仁舊生會夜中學。
洪松蔭於2003年成功獲取第2屆奧林匹克團結基金體育行政人員課程證書，曾擔任香港精英運動員協會主席、香港單車聯會公路組委員，現是商業電台節目「體育精神」及無綫電視「體育世界」主持人
此外，洪松蔭曾接觸射擊活動。

## 流行文化
洪松蔭曾客串演出亞洲電視於1990年播映的劇集《赤子雄風》（張家輝、莫家堯等主演）。
他的成長故事於2008年被灣仔劇團改編為舞台劇《秒速18米》，2008年8月1日至8月3日於西灣河文娛中心劇院公演5場，該劇由何偉龍導演，李偉祥編導，洪松蔭一角則由劉浩翔飾演。洪松蔭不僅擔任該劇顧問，更全數贊助劇中20部單車及單車手配套，劇中並會播放洪松蔭過往參賽及獲獎的影片。2010年1月1日至1月3日《秒速18米》於香港文化中心大劇院由大舞台劇團重演4場，洪松蔭一角則改由高皓正飾演，其他主要演員包括廖啓智、鮑起靜及唐寧。有關《秒速18米》舞台劇之相片，已上載於Hung Chung Yam的Facebook上。

## 榮譽
- 入圍亞洲電視2011年感動香港十大人物評選

## 外部連結
- 洪松蔭個人網站